# Les Quatre Cavaliers de l'Apocalypse (film, 1962)
Pour les articles homonymes, voir Cavaliers de l'Apocalypse (homonymie).
Pour plus de détails, voir Fiche technique et Distribution.
Les Quatre Cavaliers de l'Apocalypse (titre original : The Four Horsemen of the Apocalypse) est un film américain réalisé par Vincente Minnelli, tourné en 1961 et sorti en 1962.

## Synopsis
Pendant la Seconde Guerre mondiale, le conflit entre les deux branches, l'une française et l'autre allemande, dont est issue une famille argentine, sur fond de nazisme et d'occupation de Paris.

## Fiche technique
- Titre original : The Four Horsemen of the Apocalypse
- Titre français : Les Quatre Cavaliers de l'Apocalypse
- Scénario : Robert Ardrey et John Gay, d'après le roman éponyme de Vicente Blasco Ibáñez
- Photographie : Milton R. Krasner
- Cadreur : Fred Koenekamp (non crédité)
- Montage : Adrienne Fazan et Ben Lewis
- Musique : André Previn
- Direction artistique : George W. Davis, Urie McCleary et Elliot Scott
- Décors de plateau : F. Keogh Gleason et Henry Grace
- Costumes : Orry-Kelly (pour Ingrid Thulin), René Hubert et Walter Plunkett
- Producteur : Julian Blaunstein et Olallo Rubio Gandara producteur associé
- Sociétés de production : Metro-Goldwyn-Mayer, Moctezuma Films, Olallo Rubio
- Distribution France M.G.M.
- Pays de production :  États-Unis
- Langue de tournage : anglais
- Genre : Drame / Film de guerre
- Format : Couleurs (Metrocolor) - 35 mm - 2,35:1 - Son : 4-Track Stereo (Westrex Recording System) en V.O.
- Durée : 153 minutes
- Dates de sortie : 
  - France : 18 janvier 1962
  - États-Unis : 7 février 1962 (première à Washington, D.C.)
- Affiches : Reynold Brown (États-Unis), Roger Soubie (France)

## Distribution
- Glenn Ford (V.F. : Roland Ménard) : Julio Desnoyers
- Ingrid Thulin (V.F. : Nadine Alari) : Marguerite Laurier
- Charles Boyer (V.F. : Lui-même) : le père de Julio
- Yvette Mimieux (V.F. : Arlette Thomas) : Chi Chi (Gigi en VF) Desnoyers
- Lee J. Cobb (V.F. : André Valmy) : Julio Madariaga
- Paul Henreid (V.F. : Jean-Claude Michel) : Étienne Laurier
- Karlheinz Böhm (V.F. : Bernard Noël) : Heinrich von Hartrott
- Paul Lukas (V.F. : Georges Riquier) : Karl von Hartrott
- Nestor Paiva (V.F. : Georges Aminel) : Miguel
- George Dolenz (V.F. : Yves Brainville) : Général von Kleig
- Marcel Hillaire (V.F. : Jean-Henri Chambois) : Armand Dibier
- Harriet E. MacGibbon (V.F. : Lita Recio) : Doña Luisa Desnoyers
- Brian Avery : Gustav von Hartrott
- Richard Franchot : Franz von Hartrott
- Stephen Bekassy : Colonel Kleinsdorf
- Kathryn Givney (V.F. : Héléna Manson) : Elena von Hartrott
- Jan Arvan (V.F. : Albert Augier) : le commissaire-priseur
- Albert Rémy (V.F. : Lui-même) : François
- Hans Verner (V.F. : Lui-même) : l'officier allemand au poste de contrôle du quartier général
- Harold Miller (V.F. : Jean Berton) : un participant à la réception donnée par Étienne Laurier

## Autour du film
- Le roman original de Vicente Blasco Ibáñez et le premier film homonyme qui en a été tiré en 1921 se déroulent pendant la Première Guerre mondiale. Dans le film de Minnelli, en partie un remake du film de Rex Ingram, l'action est transposée durant la Seconde Guerre mondiale.
- Le traitement particulier des bandes d'actualités de l'époque, teintées en rouge et déformées, ainsi que la présence de scènes dans le Paris au quotidien sous l'Occupation et l'évolution du personnage principal, qui, jouisseur non concerné et protégé par son passeport argentin, finit par rejoindre la Résistance.